# اوتیه-نورد، کبک
اوتیه-نورد (به فرانسوی: Authier-Nord) شهری در منطقه شهری آبیتیبی-وست ناحیه آبیتیبی-تمیسکامنگ در استان کبک کانادا است. در سرشماری سال ۲۰۱۱ این شهر ۳۱۸ نفر جمعیت داشته‌است و مساحت آن ۲۸۹٫۷۹ کیلومتر مربع است.